# Gudrun Kalmbach
Gudrun Kalmbach, née le 27 mai 1937 à Großerlach et morte le 25 juillet 2025 à Bad Wörishofen, est une mathématicienne et professeur allemande. Elle est connue pour ses contributions dans le domaine de la logique quantique.

## Biographie
Gudrun Kalmbach naît le 27 mai 1937 à Großerlach, de Johannes et Elise Kalmbach. Elle enseigne les mathématiques et la chimie puis obtient en 1966 un doctorat de l'université de Göttingen après avoir soutenu sa thèse Über nieder dimensionale CW-komplexe in nichtkompakten Mannigfaltigkeiten (CW-Complexes de faible dimension dans des espaces non-compacts), supervisée par Hans Grauert.
À partir de 1967, Kalmbach travaille comme assistante de recherches à l'université de l'Illinois à Urbana-Champaign puis, en 1970 elle devient professeur assistante à l'université du Massachusetts à Amherst et à l'université d'État de Pennsylvanie. En 1975, elle devient la première femme professeur de géométrie à l'université d'Ulm. Ses domaines de recherches sont les espaces séparables, la théorie des treillis et les structures quantiques. Elle publie également de nombreux articles de recherches mathématiques et techniques axés sur l'environnement sous la rubrique MINT-Wigris. Ce projet ajoute aux théories physiques une version critique et pratique puisque la théorie quantique d'il y a 100 ans n'est pas à jour avec les découvertes modernes liées à la connaissance des particules et des énergies physiques.
En 1985, elle fonde le programme éducatif MINT (acronyme pour "mathematics, information sciences, natural sciences, and technology") pour les élèves talentueux, dont fait partie la compétition annuelle de mathématique de l'université d'Ulm. Les élèves sont sélectionnés pour participer à une école d'été en mathématiques avec un enseignement en informatique, chimie et physique.
Elle est membre fondatrice, avec Caroline Series, Bodil Branner, Marie-Francoise Roy et Dona Strauss, de l'association European Women in Mathematics (en 1986) et présidente de l'Association Emmy Noether (depuis 1992) qui se consacrent toutes deux à soutenir l'engagement des femmes dans les mathématiques.
Kalmbach prend sa retraite en 2002 et vit à Bad Wörishofen.

## Quelques publications
- Gudrun Kalmbach, Orthomodular lattices, London New York, Academic Press, 1983 (ISBN 0123945801)[15]
- Gudrun Kalmbach, Measures and Hilbert lattices, Singapore, World Scientific, 1986 (ISBN 9971500094)[16]
- Gudrun Kalmbach, Diskrete Mathematik : ein Intensivkurs für Studienanfänger mit Turbo Pascal-Programmen, Braunschweig, Vieweg, 1988 (ISBN 3528063033)[17]
- Gudrun Kalmbach, Mathematik - bunt gemischt, Velten, Becker, 1996 (ISBN 389597269X)
- Gudrun Kalmbach, Quantum measures and spaces, Dordrecht Boston, Kluwer, 1998 (ISBN 0792352882)[18]
- Gudrun Kalmbach, MINT-Wigris Volume 1-2, Bad Wörishofen, MINT Verlag, 2017 (ISBN 978-3-9818217-1-0)
- Gudrun Kalmbach (et al. ed.), MINT (Mathematik, Informatik, Naturwissenschaften, Technik), Volume 1-40, Bad Wörishofen, MINT Verlag, 2019 (lire en ligne)
- Kalmbach H.E., G. ‘‘Archives KHE 1967-2019.‘‘ Bad Woerishofen, about 1000 volumes on science, mathematics, equal opportunity for women in mathematics
- Kalmbach, G. ‘‘Orthomodular Logic.‘‘ Z. Logik und Grundl. Math. 20 (1974), 395-406
- Kalmbach (ed.), G. ‘‘Proceedings of the Lattice Theory Conference.‘‘ Universitaet Ulm, 1975
- Kalmbach, G. ‘‘On some results in Morse Theory.‘‘ Canadian J. Math. 26 (1975), 88-105
- Kalmbach, G. ‘‘Extension of topological Homology Theory to Partially Ordered Sets.‘‘ J. reine und angew. Math. 280 (1976), 134-156